# Helenów (Sobiesęki Drugie)
Helenów – część wsi Sobiesęki Drugie w Polsce, położona w województwie wielkopolskim, w powiecie kaliskim, w gminie Szczytniki.
W latach 1975–1998 Helenów należał administracyjnie do województwa kaliskiego.